# کال کارگو ایر لاینز
کال کارگو ایر لاینز (به انگلیسی: CAL Cargo Air Lines) یک شرکت هواپیمایی با کد یاتا 5C است که در تاریخ ۱۹۷۶ میلادی تأسیس شده‌است. دفتر مرکزی در فرودگاه بین‌المللی بن گوریون واقع شده‌است و قطب این شرکت هواپیمایی در فرودگاه بین‌المللی بن گوریون، تل‌آویو و فرودگاه لیژ، بلژیک قرار دارد و به ۴ مقصد، پرواز انجام می‌دهد.